# Ридзик, Сергей Сергеевич
Сергей Сергеевич Ридзик (род. 25 октября 1992 года) — российский спортсмен (фристайл), бронзовый призёр Зимних Олимпийских игр 2018 года и Зимних Олимпийских игр 2022 года в ски-кроссе. Заслуженный мастер спорта России.
Является военнослужащим войск национальной гвардии Российской Федерации, имеет воинское звание «лейтенант».

## Карьера
Уроженец Мончегорска.
Заниматься фристайлом начал лишь в 19 лет у Саяпова Анатолия.
В 2015 году Сергею удалось дважды попасть на пьедестал этапа Кубка Мира. В мае 2017 года на этапе Кубка мира Сергей при падении на тренировке, получил травму — перелом и смещение двух отротсков и компрессионный перелом позвонка грудного отдела. Несмотря на то, что пропустил половину сезона, смог восстановиться к Олимпиаде. На третьем этапе Кубка Мира, 17 декабря 2017 года, после возвращения Сергей Ридзик одержал победу.
Участвовал в Олимпиаде 2018 года, где завоевал бронзу.
В настоящее время тренируется под руководством Аношкина Станислава Сергеевича в спортшколе «Русская горнолыжная школа-Столица» (Москва).

## Награды
- Медаль ордена «За заслуги перед Отечеством» I степени (25 февраля 2022 года) — за высокие спортивные достижения, волю к победе, стойкость и целеустремлённость, проявленные на XXIIV Олимпийских зимних играх 2022 года в городе Пекине (Китайская Народная Республика)[4]
- Медаль ордена «За заслуги перед Отечеством» II степени (28 февраля 2018) — за высокие спортивные достижения на XXIII Олимпийских зимних играх 2018 года в городе Пхенчхане (Республика Корея), проявленные волю к победе, стойкость и целеустремленность[5];
- Медаль «За боевое содружество» (2018 год, Росгвардия)[6].
- Медаль «За проявленную доблесть» I степени, от 24 июня 2022.
- Нагрудный знак «За отличие в службе» II степени, от 26 октября 2020.
- Почетный знак «За заслуги в спорте» II степени (Общественно – государственное объединение ВФСО «Динамо»), от 23.03.2022.